# Alstroemeria venusta
Alstroemeria venusta este o specie de plante monocotiledonate din genul Alstroemeria, familia Alstroemeriaceae, descrisă de Pierfelice Ravenna. Conform Catalogue of Life specia Alstroemeria venusta nu are subspecii cunoscute.